# Thylacinus cynocephalus

Thylacinus cynocephalus.

El tilacino (Thylacinus cynocephalus), también conocido como lobo de Tasmania, lobo marsupial, tigre de Tasmania o tilacín, fue un marsupial carnívoro originado en el Holoceno. Era nativo de Australia, Tasmania y Nueva Guinea y se cree que se extinguió en el siglo XX. Se trataba del último miembro viviente de su género (Thylacinus), cuyos otros miembros vivieron en tiempos prehistóricos a partir de principios del Mioceno.
El lobo marsupial se extinguió en la Australia continental miles de años antes de la llegada de los colonos europeos, pero sobrevivió en la isla de Tasmania junto con otras especies endémicas, como el diablo de Tasmania (Sarcophilus harrisii). Generalmente suele culparse de su extinción a la caza intensiva, incentivada por recompensas, pero podrían haber contribuido otros factores, como por ejemplo las enfermedades, la introducción de los perros, o la ocupación de su hábitat por los humanos. A pesar de su clasificación oficial como extinto todavía se informan avistamientos, aunque ninguno ha sido probado de manera concluyente.
Al igual que los lobos placentarios, el lobo marsupial era un superdepredador. Pero al tratarse de un marsupial, la especie no tiene relación filogenética con los cánidos, y sin embargo, debido a una convergencia evolutiva, presentaba una apariencia y adaptaciones similares. Su pariente vivo más cercano genéticamente es el hormiguero marsupial o numbat (Myrmecobius fasciatus).
Es uno de los pocos animales autóctonos australianos que fueron grabados en el arte rupestre aborigen local.

## Evolución

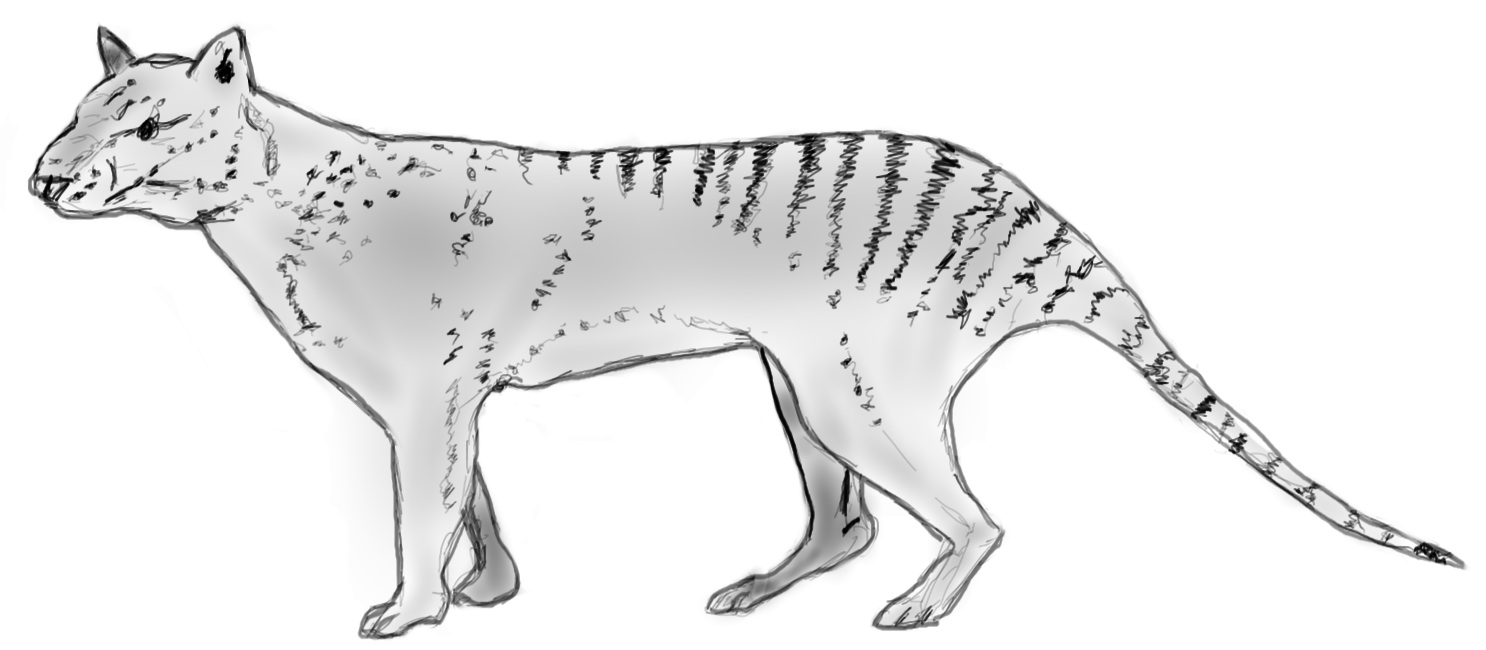
Ilustración de Thylacinus potens, que se extinguió en el Mioceno. Es el pariente más conocido del lobo marsupial.

El lobo marsupial moderno apareció por primera vez hace cuatro millones de años. Las especies de la familia Thylacinidae datan del comienzo del Mioceno; desde principios de los años 1990, se han recuperado fósiles de al menos siete especies extintas en Riversleigh, parte de Lawn Hill National Park, al noroeste de Queensland. Nimbacinus dicksoni es la más antigua de las siete especies fósiles descritas, poseyendo veintitrés millones de años de edad. Este tilacínido era mucho más pequeño que sus parientes modernos. La especie más grande, Thylacinus potens, que alcanzó la medida de un lobo, fue la única que sobrevivió en el Mioceno superior. A finales del Pleistoceno y principios del Holoceno, el lobo marsupial moderno se distribuía (sin llegar a ser numeroso) a través de Australia y Nueva Guinea.

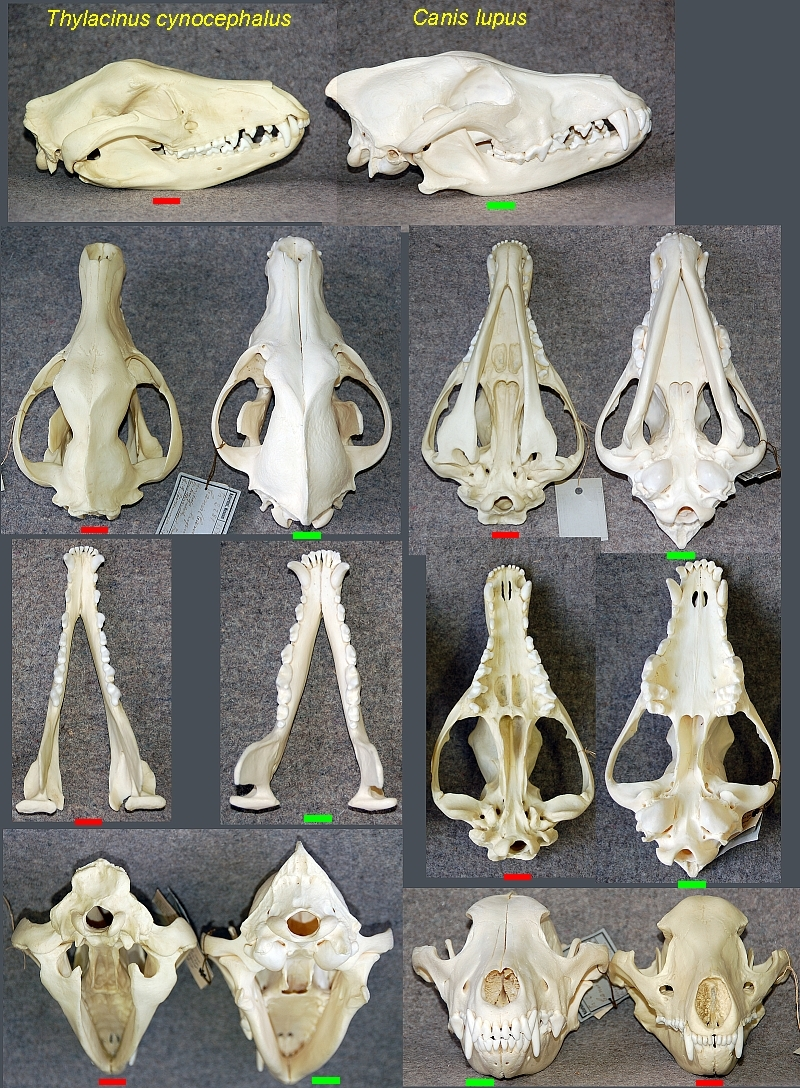
Los cráneos del lobo marsupial (izquierda) y el lobo gris son casi idénticos aun cuando las dos especies no están relacionadas pues una es un marsupial y la otra es un placentario. Estudios muestran que la morfología craneal del zorro es incluso más próxima a la del lobo marsupial.

Como ejemplo de evolución convergente, el lobo marsupial presentaba un gran parecido con los cánidos del hemisferio norte: dientes afilados, mandíbulas potentes, talones levantados y la misma forma general. Como el lobo marsupial ocupaba el mismo nicho ecológico en Australia que los cánidos del resto del mundo, desarrolló muchas de sus adaptaciones. Pese a esto, no tiene relación filogenética cercana con los predadores del hemisferio norte; su pariente más próximo viviente es el diablo de Tasmania (Sarcophilus harrisii).

Son fáciles de distinguir de un perro auténtico por las rayas de la espalda, pero el esqueleto es más difícil de distinguir. Los estudiantes de zoología de Oxford habían de identificar cien ejemplares zoológicos como parte de su examen final. Pronto se corrió la voz que, si nunca se encontraban un cráneo de "perro", era seguro identificarlo como lobo marsupial puesto que algo tan obvio como un cráneo de perro debía ser una trampa. Un año, los examinadores les prepararon una doble trampa e incluyeron un auténtico cráneo de perro. La manera más fácil de distinguirlos son los dos agujeros prominentes al hueso palatal, agujeros generalmente característicos de los marsupiales.
Richard Dawkins, en su libro The Ancestor's Tale

## Descubrimiento y taxonomía
Los aborígenes australianos fueron los primeros en entrar en contacto con los lobos marsupiales. Se han encontrado numerosos ejemplos de grabados y arte aborigen que datan al menos del 1000 a. C. Pueden verse petroglifos del lobo marsupial en la zona de arte rupestre de Dampier Rock de la península de Burrup en Australia Occidental. Cuando llegaron los primeros exploradores a finales del siglo XVIII el animal ya era raro en Tasmania. En 1642, cuando Abel Tasman llegó por primera vez al territorio, los europeos podrían haber tenido contacto con él. La expedición de Tasman informó de las huellas de «bestias salvajes con zarpas como las de un tigre». Marc-Joseph Marion du Fresne, que desembarcó en 1772, informó de la existencia de un "gato tigre". No puede afirmarse a ciencia cierta que el animal observado fuera un lobo marsupial, pues el gato marsupial de cola manchada (Dasyurus maculatus) tiene una apariencia similar. La primera observación indiscutible fue de exploradores franceses el día 13 de mayo del 1792, como lo explica el naturalista francés Jacques Labillardière en su diario de la expedición encabezada por Bruni d'Entrecasteaux. Aun así, no fue hasta 1805 cuando William Paterson, teniente gobernador de Tasmania, envió una descripción detallada, publicada en la Sydney Gazette y en el New South Wales Advertiser.

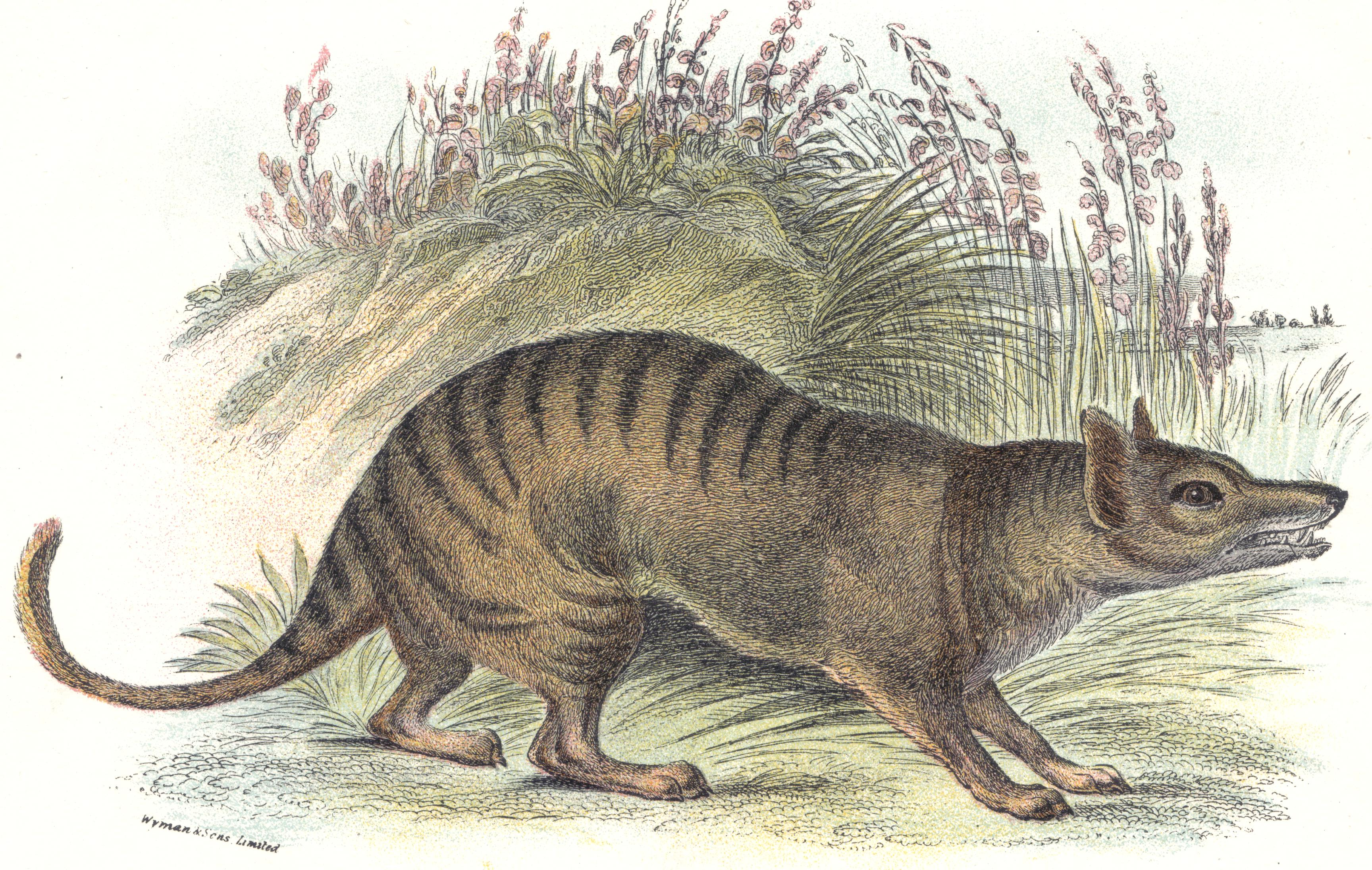
Dibujo del siglo XIX de un lobo marsupial. Esta representación no es anatómicamente fidedigna.

La primera descripción científica detallada fue realizada por el supervisor general suplente de Tasmania, George Harris, en 1808, cinco años después de la primera colonización de la isla. Harris clasificó originalmente al lobo marsupial dentro el género Didelphis, que Linneo había creado por los representantes del orden Didelphimorphia de marsupiales americanos, describiéndolo como Didelphis cynocephala. El descubrimiento de que los marsupiales australianos eran fundamentalmente diferentes de los géneros de mamíferos conocidos condujo a la implementación del método de clasificación actual, y el 1796 Geoffroy Saint-Hilaire creó el género Dasyurus, donde situó al lobo marsupial en 1810. Por concordancia entre la mezcla de nomenclaturas griega y latina, el nombre de la especie fue cambiado a D. cynocephalus. En 1824 Temminck estableció un nuevo género para albergarlo, Thylacinus. Su nombre común proviene directamente del nombre del género, originalmente del griego θύλακος (thylakos, "bolsillo").
Existen datos científicos que indican que el tilacino pertenece a un grupo basal en el árbol filogenético de Dasyuromorphia y que el diablo de Tasmania sería la especie viva más cercana. No obstante, un artículo publicado en enero de 2009 en la revista científica Genome Research basado en el genoma mitocondrial del tilacino sugiere que Myrmecobius fasciatus (el numbat) es su pariente más próximo.

## Morfología
No existe una coherencia total entre las distintas descripciones anatómicas del tilacino, hecho explicable debido a que los datos existentes se limitan a los escasos ejemplares conservados, el registro fósil, restos de piel y de esqueletos, fotografías, películas en blanco y negro del animal en cautiverio, y crónicas de trabajos de campo.
El lobo marsupial tenía el aspecto de un perro de gran tamaño con el pelaje corto y una cola rígida que se extendía gradualmente del cuerpo, de manera similar a la de los canguros. Muchos colonos europeos hicieron comparaciones directas con la hiena, debido a su postura y a su comportamiento general. Su pelaje pardo amarillento tenía entre trece y veintiuna rayas negras distintivas en la espalda, el torso y la base de la cola, que le ganaron el apodo de "tigre". Las rayas estaban más marcadas en los ejemplares jóvenes y se decoloraban a medida que el animal envejecía. Una de las rayas se extendía por la parte exterior de los muslos traseros. Su pelaje era espeso y suave, de hasta quince milímetros de longitud; en los animales jóvenes la punta de la cola tenía una cresta. Sus orejas redondeadas y erectas tenían una longitud de aproximadamente ocho centímetros y estaban cubiertas de pelo corto. La coloración iba de un pardo amarillento al marrón oscuro; el vientre era de color crema.
La medida de los adultos variaba entre 100 y 180 cm de longitud, incluyendo una cola de 50-65 cm. El ejemplar más grande conocido medía 290 cm de la nariz a la cola. Los adultos tenían una alzada de 60 cm y pesaban entre veinte y treinta kilogramos. Existía un ligero dimorfismo sexual, siendo por lo general los machos más grandes que las hembras.
La hembra tenía un marsupio con cuatro mamas, pero a diferencia de otros muchos marsupiales, el marsupio se abría hacia la parte distal del cuerpo. Los machos tenían un bolsillo escrotal, elemento anatómico único entre los marsupiales australianos, dentro del cual podían meter su saco escrotal.
Un elemento característico del tilacino era el inusual ángulo de máxima apertura de sus fauces. Esta capacidad puede verse en parte en la corta filmación en blanco y negro que hizo David Fleay de un lobo marsupial en cautiverio el 1933. Las mandíbulas eran potentes (con profusos puntos de inserción muscular) y contaban con cuarenta y seis dientes.
Pueden distinguirse las huellas de los lobos marsupiales de las de otros animales, nativos o introducidos, pues a diferencia de las de los zorros, gatos, perros, wombats y diablos de Tasmania, el lobo marsupial tenía una almohadilla posterior muy grande y cuatro almohadillas anteriores muy evidentes, situadas casi en línea recta. Las patas posteriores eran similares a las anteriores pero tenían cuatro dedos en lugar de cinco, siendo el hallux el dedo que está ausente. Sus zarpas no eran retráctiles.Un estudio de sus huesos reveló que el húmero era oval y alargado en el extremo más cercano al codo, lo que implica que los huesos del antebrazo, el radio y el cúbito, estaban separados. Eso significa que el tigre de Tasmania habría sido capaz de girar su pata de manera que la palma quedara hacia arriba, como lo hacen los gato. Esta singularidad de configuración hace pensar que el animal era un punto medio entre un zorro y un gato en apariencia y tácticas de caza, sin ningún equivalente aproximado en la actualidad.

La huella del lobo marsupial es fácil de distinguir de las de especies nativas o introducidas.

Las primeras investigaciones científicas sugirieron que poseía un agudo sentido del olfato que le permitía rastrear presas, pero análisis de su estructura cerebral revelaron que sus bulbos olfatorios no estaban bien desarrollados. Es probable que se basara en la vista y el oído para cazar. En cuanto al olor del animal, algunos observadores describieron un aroma fuerte y característico, mientras que otros describieron un ligero y limpio olor animal, y otros ninguno. Es posible que el lobo marsupial, como su pariente, el diablo de Tasmania, despidiera alguna sustancia volátil bajo situaciones de estrés.
En cuanto a aspectos locomotores, se han descrito unos andares característicos y un poco torpes, que lo hacían incapaz de correr velozmente. También podía realizar un salto bípedo, parecido al de los canguros, como demostraron en algunas ocasiones ejemplares en cautiverio. Guiler especula que esta era una forma de locomoción acelerada que el animal usaba cuando estaba alarmado. También era capaz de mantener el equilibrio y quedarse en posición bípeda durante periodos breves.
Aun cuando no existen grabaciones de las vocalizaciones del lobo marsupial, los observadores que lo estudiaron en libertad y en cautiverio indicaron que solía gruñir y silbar cuando estaba nervioso, y a menudo lo completaba con un bostezo de amenaza. Cuando cazaba, emitía una serie de ladridos guturales parecidos a una tos, que repetía rápidamente, probablemente para comunicarse con otros miembros del grupo. También vocalizaba un sonido largo y lastimero, utilizado probablemente para identificarse de lejos; y un sonido de tono bajo utilizado para comunicarse con los miembros de la familia.

## Etología y comportamiento
No se sabe demasiado sobre el comportamiento y el hábitat del lobo marsupial. Sobre su etología se han hecho observaciones en cautiverio, pero solo existen datos limitados y anecdóticos del comportamiento del animal en libertad. La mayoría de observaciones fueron realizadas durante el día, cuando el lobo marsupial era un animal nocturno. Estas observaciones, realizadas durante el siglo XX, podrían haber sido poco representativas debido a que la especie ya estaba sufriendo los problemas que pronto la llevarían a la extinción. De hecho, una parte de su comportamiento ha sido extrapolado a partir del de su pariente más próximo, el diablo de Tasmania.
Es probable que el lobo marsupial prefiriera los secos bosques de eucaliptos, zonas húmedas y prados del continente australiano. Los petroglifos de los aborígenes australianos indican que el lobo marsupial estaba extendido por Australia continental y Nueva Guinea; incluso, en 1990 se descubrió un cadáver momificado en una cueva de la llanura de Nullarbor, en Australia Occidental, lo que ratifica su distribución en Australia continental. La datación por radiocarbono reveló que tenía una antigüedad de tres mil trescientos años.
En Tasmania, prefería los bosques de las zonas centrales y los brezales costeros, que con el tiempo se convirtieron en el objetivo principal de los colonos británicos que buscaban terreno de pasto idóneos para sus rebaños. El animal merodeaba por un área que poseía un radio máximo desde su hogar de entre cuarenta y ochenta kilómetros. Parece ser que permanecía dentro de este terreno aun sin ser territorial, en algunas ocasiones se había observado en un mismo territorio grandes grupos de animales, demasiado grandes para tratarse de una única familia.
Era un cazador nocturno y crepuscular, y durante el día permanecía en cuevas pequeñas o troncos de árboles vacíos. Solía retirarse a los cerros y los bosques para refugiarse durante el día y cazaba en los brezales durante la noche. Los primeros observadores observaron que el animal era tímido, con respeto hacia la presencia de humanos y que solía evitar el contacto, aun cuando en ocasiones parecía mostrar más interés. De acuerdo a Milligan (1853), los aborígenes australianos decían que eran nadadores muy fuertes.
Hay pruebas de que la época de cría duraba todo el año (los registros de sacrificios indican que había crías en su marsupio durante todas las épocas del año), aun cuando el periodo de cría principal era en invierno y la primavera. Nacían hasta cuatro crías por camada (normalmente, dos o tres) que permanecían en el marsupio hasta los tres meses de edad; la madre las protegía hasta que tenían al menos la mitad de la medida adulta. Al nacer, las crías carecían de pelo y eran ciegas, pero ya tenían los ojos abiertos y el cuerpo lleno de pelo una vez dejaban el marsupio. Tras abandonar el marsupio, y hasta que hubieran crecido lo suficiente para ayudar, los animales jóvenes se quedaban en la madriguera mientras la madre cazaba. Los lobos marsupiales solo criaron una vez en cautiverio, en 1899 en el Zoo de Melbourne. Se estima su esperanza de vida en estado salvaje en entre cinco y siete años, pero algunos ejemplares vivieron nueve años en cautiverio.

### Dieta

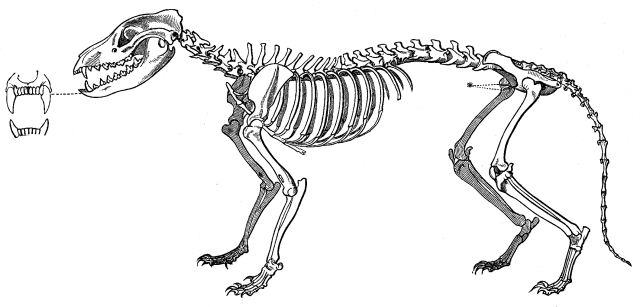
El análisis del esqueleto sugiere que, cuando cazaba, el lobo marsupial contaba más con la resistencia que con la velocidad para perseguir a sus presas.

El lobo marsupial era exclusivamente carnívoro. Su estómago poseía una gruesa capa muscular y podría distenderse para permitir la ingesta de grandes cantidades de comida. Probablemente era una adaptación por compensar los largos periodos de caza infructuosa en los que el alimento era escaso. El análisis de la estructura del esqueleto y las observaciones del animal en cautiverio sugieren que seleccionaba una presa y después la perseguía hasta que estaba exhausta. Algunos estudios concluyen que el animal cazaba en pequeños grupos familiares; el grupo principal hacía huir las presas en la dirección de un tilacino preparado para emboscarlas. De hecho, los cazadores confirmaron que cazaba mediante la técnica de la emboscada.
Sus presas incluían canguros, ualabíes, vombátidos, pájaros y pequeños marsupiales como ratas canguro y falangeriformes. Su presa preferida podría haber sido el emú de Tasmania, antaño abundante. Esta especie de emú era una gran ave no voladora que compartía el hábitat del lobo marsupial y que acabó extinguiéndose a causa del exceso de caza en torno al año 1850, posiblemente coincidiendo con el descenso del número de lobos marsupiales. Tanto los dingos como los zorros también tenían al emú como presa. Durante el siglo XX, a menudo se caracterizó al lobo marsupial como un animal que se alimentaba principalmente de sangre, pero actualmente se hacen pocas referencias a esta concepción; parece que la popularidad de esta descripción se originó a partir de un único informe indirecto. Los colonos europeos creían que el lobo marsupial mataba las ovejas y otro ganado de menor tamaño de los granjeros. En cautiverio, los lobos marsupiales eran alimentados con una gran variedad de alimentos, incluyendo conejos y ualabíes muertos así como con carne de buey, de cordero y de caballo.

## Extinción

### Extinción en Australia continental

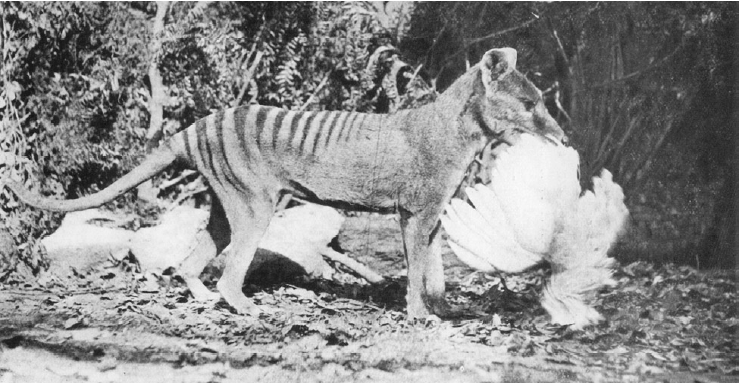
Esta foto de un lobo marsupial con una gallina, tomada en 1921 por Henry Burrell, fue ampliamente distribuida y podría haber contribuido a crear una reputación del lobo marsupial como ladrón de aves de corral. De hecho, la imagen está recortada para ocultar la jaula en que se encontraba, y un investigador concluyó que este lobo marsupial era criado en cautiverio y estaba entrenado para posar como en la fotografía.

Es probable que el lobo marsupial se extinguiera del continente australiano en el siglo XX (quizá en Nueva Guinea). Se culpa de la extinción a la competencia con los humanos y dingos. Aun así, hay dudas sobre el impacto de los dingos, pues las dos especies podrían no haber competido directamente dado que el dingo es principalmente un predador diurno, mientras que se cree que el lobo marsupial cazaba mayoritariamente por la noche, aunque, dado que compartían presas, sí que pudieron competir por el alimento. Ante una hipotética confrontación directa cabe destacar que el lobo marsupial era más robusto, cosa que le habría dado una ventaja en combates entre ejemplares de ambas especies.
Las pinturas rupestres del Parque nacional Kakadu muestran claramente que los lobos marsupiales eran cazados por los humanos primitivos, y se cree que los dingos y lobos marsupiales podrían haber competido por las mismas presas, pese al distinto carácter cronobiológico de actividad de ambos. Sus hábitats se solapaban claramente: se han encontrado restos subfósiles de lobos marsupiales en proximidad a restos de dingos. La adopción del dingo como compañero de cacería por los aborígenes habría incrementado la presión sobre el lobo marsupial.

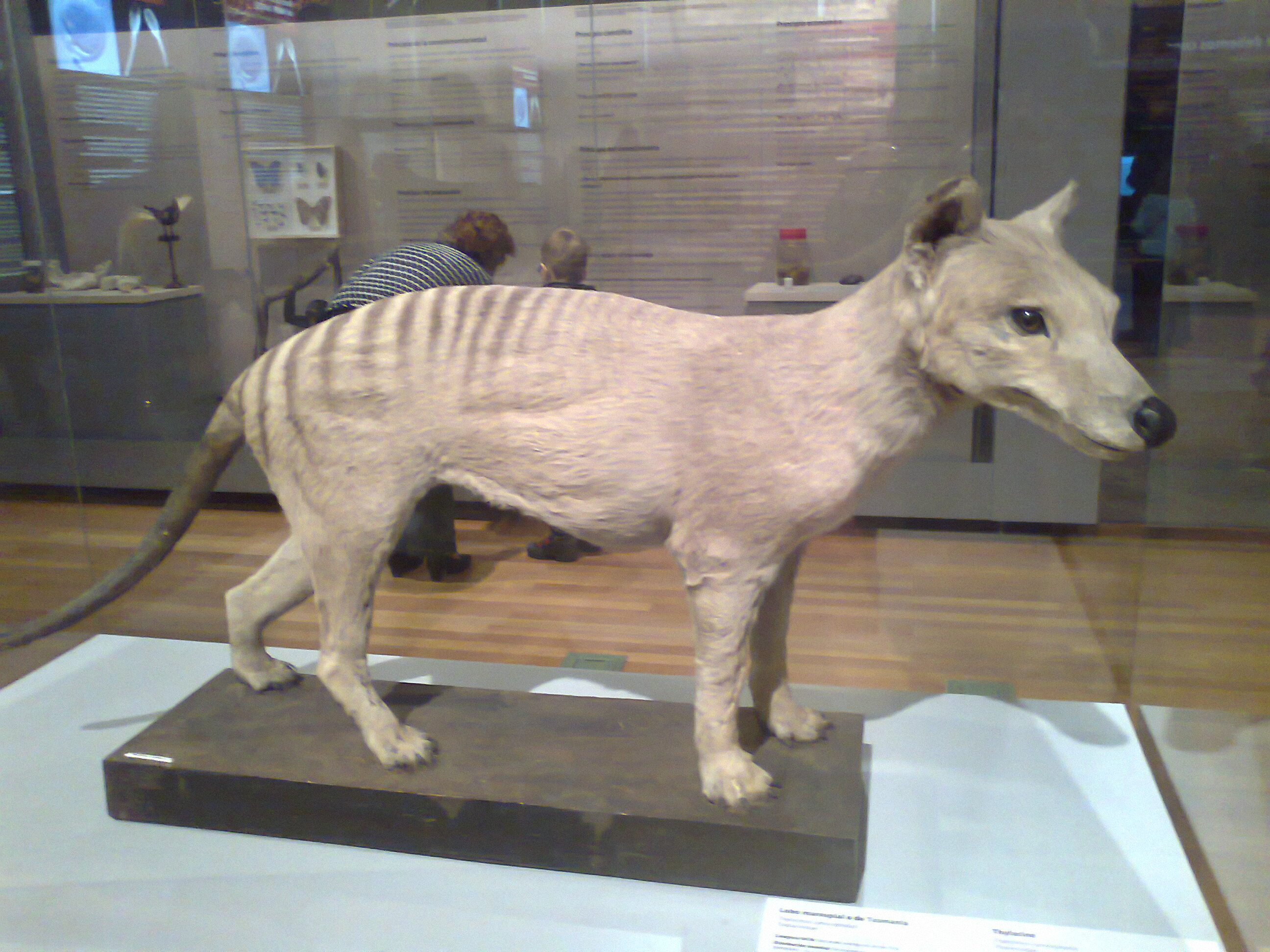
Tilacino disecado en el Museo Nacional de Ciencias Naturales, Madrid.

### Extinción en Tasmania
Aunque llevaban mucho tiempo extintos en el continente australiano cuando llegaron los colonos europeos, los lobos marsupiales sobrevivieron hasta la década de 1830 en Tasmania. En tiempos de la primera colonia europea, la zona de población más densa de los lobos marsupiales era el norte de la isla. Desde los primeros días de colonización europea, los lobos marsupiales eran poco comunes, pero poco a poco se los empezó a culpar de numerosos ataques a ovejas; esto llevó a ofrecer recompensas en un intento de controlar su número. Una compañía, la Van Diemen's Land Company, ofreció recompensas por matar lobos marsupiales desde 1830, y entre 1888 y 1909 el gobierno de Tasmania pagó una libra esterlina por cabeza (10 chelines por los cachorros). En total se pagaron 2184 recompensas, pero se cree que se mataron muchos más lobos marsupiales de los que se reclamaron. Su extinción suele atribuirse a estos esfuerzos constantes de los granjeros y cazadores de recompensas. Aun así, es probable que múltiples factores contribuyeran a su declive y su extinción definitiva, incluyendo la competencia con perros salvajes (introducidos por los colonos), la erosión de su hábitat, la extinción de especies que eran sus presas, y una enfermedad parecida al moquillo que afectaba a muchos ejemplares en cautiverio en aquellos tiempos.
En cuanto a la competencia con los zorros como uno de los factores implicados en la extinción, cabe destacar que estos animales fueron introducidos por vez primera en 1864 y de nuevo en 2000; su posible presencia en estado silvestre en Tasmania es muy seriamente tenida en cuenta, aun con los mínimos indicios de la misma. Claro que la Fox Free Tasmanian Taskforce, asociación implicada en la búsqueda de tilacinos y en la erradicación de los zorros, recibe financiación del gobierno y no realiza ya esfuerzos en la búsqueda del lobo marsupial. De este modo, se sugiere que la dificultad de encontrar zorros en las regiones salvajes de Tasmania parece indicar que hay alguna posibilidad de que el lobo marsupial haya sobrevivido lejos del contacto con los humanos.
Fuera por el motivo que fuese, el animal ya era extremamente raro en estado salvaje a finales de los años veinte. Hubo varios intentos de salvar la especie de la extinción. Los registros del comité de gestión de Wilsons Promontory de 1908 recomendaban la reintroducción de lobos marsupiales en diferentes lugares adecuados de Victoria. En 1928, el comité de consejo de la fauna nativa de Tasmania recomendó proteger a todos los lobos marsupiales que quedaban, en zonas como por ejemplo los ríos Arthur y Pieman, al oeste de Tasmania.
El último lobo marsupial salvaje conocido fue abatido en 1930 por un granjero denominado Wilf Batty en Mawbanna, al nordeste de Tasmania. El animal (supuestamente un macho) había sido visto cerca de los gallineros de Batty desde hacía algunas semanas.

### "Benjamin" y la búsqueda
El último lobo marsupial en cautiverio, conocido más adelante como "Benjamin" (aun cuando nunca se confirmara su sexo), se capturó en 1933 y fue enviado al zoológico de Hobart, donde vivió tres años. Frank Darby, quien afirmaba haber sido trabajador del zoo, insinuó —en un artículo de periódico de mayo de 1968— que "Benjamin" había sido el nombre afectivo dado al animal. Aun así, no existe documento alguno que indique que tuviera nombre afectivo; y Alison Reid (la comisaría de facto del zoo en aquellos tiempos) y Michael Sharland (publicista del zoo) negaron que Frank Darby hubiese trabajado en el zoo o que al animal lo hubieran llamado "Benjamin". De Darby también parece venir la afirmación de que el último lobo marsupial era macho: las pruebas fotográficas sugieren que era una hembra. Este ejemplar murió el 7 de septiembre de 1936. Se cree que murió por negligencia; aislado en el exterior de su refugio, quedó expuesto durante un raro evento meteorológico en Tasmania de calor sofocante durante el día y temperaturas glaciales por la noche.

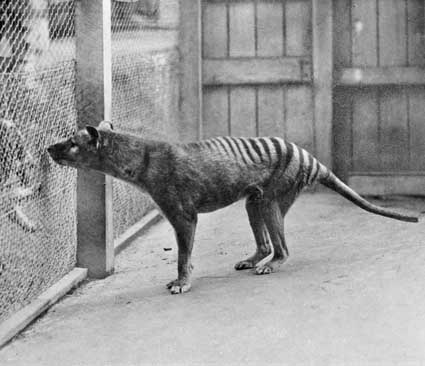
El último lobo marsupial, fotografiado en 1933 en el zoológico de Hobart (antiguamente zoológico de Beaumaris). El saco escrotal no es visible ni en esta ni en otra foto o filmación, lo que sugiere que "Benjamin" era hembra; pero la existencia de un bolsillo escrotal en esta especie hace imposible determinarlo a ciencia cierta.

Este lobo marsupial aparece en la última película conocida de un ejemplar vivo; 62 segundos de filmación en blanco y negro lo muestran moviéndose de arriba abajo en su recinto fueron rodados en 1933 por el naturalista David Fleay. En Australia, cada 7 de septiembre, desde el año 1996, se celebra el National Threatened Species Day ('Día nacional de las especies amenazadas') para conmemorar la muerte del último lobo marsupial oficialmente registrado.
Pese a que había un movimiento a favor de la protección de los lobos marsupiales desde 1901, motivado en parte por la creciente dificultad de encontrar ejemplares para las colecciones de otros países, las circunstancias políticas impidieron que cualquier tipo de protección oficial se promulgara antes de 1936. La protección oficial de la especie por el Gobierno de Tasmania fue introducida el 10 de julio de 1936, cincuenta y nueve días antes de la muerte en cautiverio del último ejemplar conocido.
Los resultados de búsquedas posteriores indican que la especie pudo haber sobrevivido en Tasmania hasta los años sesenta. Eric Guiler y David Fleay buscaron ejemplares vivos en el noroeste de Tasmania y encontraron huellas y excrementos que podrían haber sido del animal, escucharon voces animales que correspondían a la descripción de la de los lobos marsupiales y reunieron relatos anecdóticos de gente que afirmaba haberlos visto. No obstante, ninguna de estas pruebas arrojó datos concluyentes sobre su existencia en estado salvaje.
El lobo marsupial tuvo el estatus de especie amenazada hasta el año 1986. Los protocolos internacionales exigen que cualquier animal del cual no se hayan encontrado ejemplares en cincuenta años se considere extinto. Puesto que no se han encontrado pruebas definitivas de la existencia del lobo marsupial desde la muerte de "Benjamin" en 1936, la especie cumple este criterio y fue declarada oficialmente extinta por la UICN. La CITES es más cauta, y la considera "posiblemente extinguida".

### Observaciones no confirmadas
Aun cuando está oficialmente extinto, mucha gente cree que el lobo marsupial todavía existe. De vez en cuando se dice que ha sido visto en Tasmania, otras partes de Australia e incluso Papúa Occidental, en Indonesia, cerca de la frontera con Papúa Nueva Guinea. La Australian Rare Fauna Research Association ha recopilado unas 3800 supuestas observaciones del animal en el continente australiano desde su fecha de extinción en 1936, mientras que el Mystery Animal Research Centre of Australia había registrado 138 hasta 1998 y el Ministerio de Conservación y Gestión de la Tierra obtuvo 65 en Australia Occidental durante el mismo periodo. Los investigadores independientes Buck y Joan Emburg de Tasmania han informado de 360 avistamientos en la isla y 269 en el continente desde 1936; cifra calculada a partir de diferentes fuentes. En el continente, las observaciones ocurren a menudo al sur de Victoria.

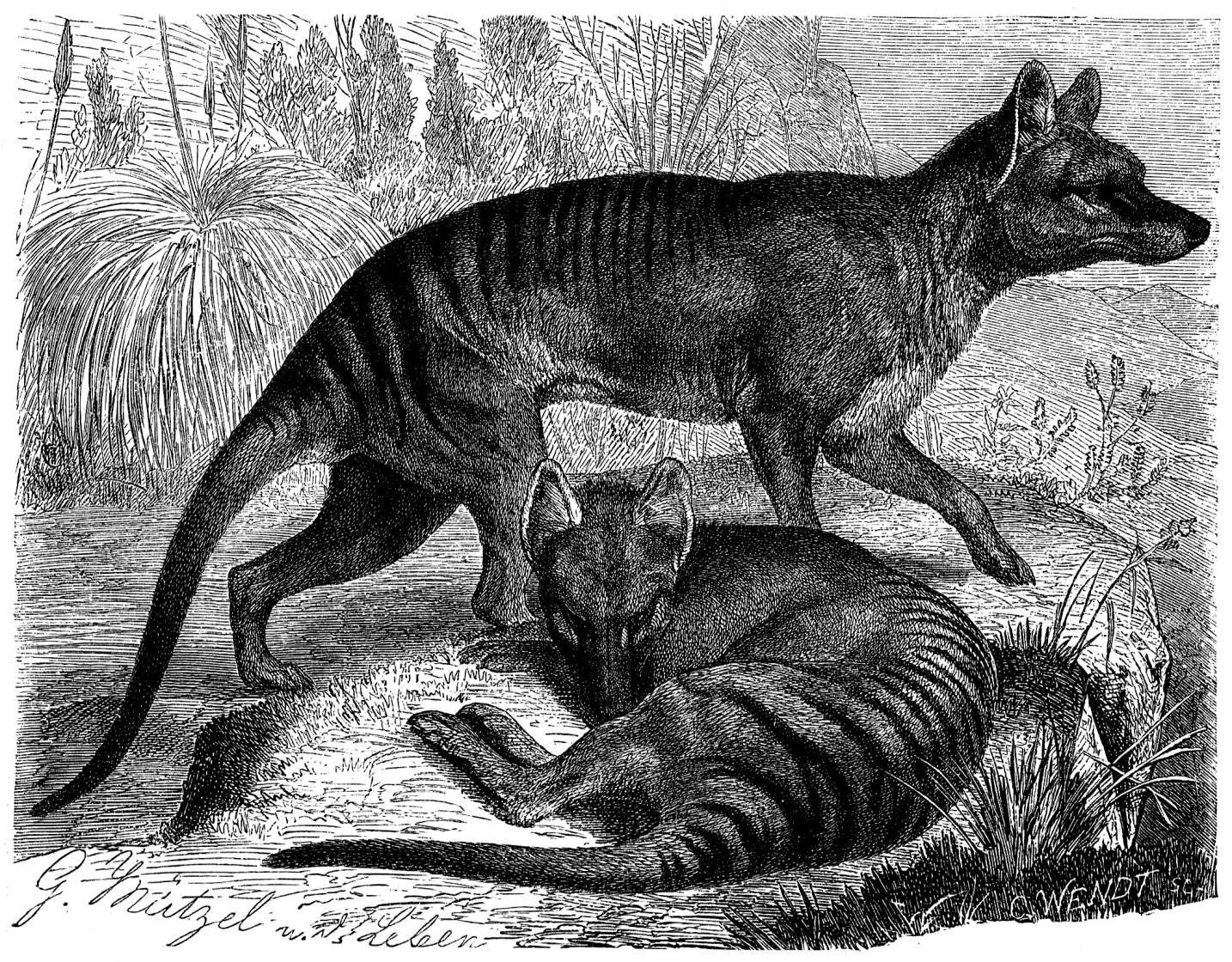
Una representación artística de dos lobos marsupiales del 1883.

Aun cuando muchas de las observaciones queden inmediatamente desmentidas, algunas han generado mucha publicidad. En 1982, un investigador del Tasmania Parks and Wildlife Service, Hans Naarding, observó durante tres minutos, por la noche, lo que él consideró un lobo marsupial, en un lugar cerca de Arthur River al noroeste del estado. Esta noticia trajo una extensa búsqueda de un año financiada por el Gobierno. En enero de 1995, un oficial de los Parks and Wildlife afirmó haber observado un lobo marsupial en la región de Pyengana al nordeste de Tasmania en plena madrugada. Las búsquedas posteriores no encontraron ningún rastro del animal. En 1997, se informó que algunos habitantes y misioneros en las proximidades del monte Carstensz, en Papúa Occidental, habían visto lobos marsupiales. Parece que los habitantes los conocían desde hacía muchos años pero no habían hecho un informe oficial. En febrero del 2005, un turista alemán afirmó haber tomado fotografías digitales de un lobo marsupial cerca del Parque nacional Cradle Mountain-Lake St. Clair, pero no se ha determinado la autenticidad de las fotografías. Las fotos se publicaron en abril del 2006, catorce meses después de la observación. Las fotografías, que solo mostraban la parte trasera del animal, se consideraron como no concluyentes como evidencia de la existencia del lobo marsupial.

### Posibles videograbaciones
Existen algunas videograbaciones posteriores a la muerte de Benjamín en las que aparecen animales que podrían ser tilacinos. Una de las tomas más célebres, data de 1973. Sin embargo, como afirma la conservadora del Museo Nacional de Ciencias Naturales de Madrid, Josefina Barreiro, a menudo los dingos cuando están enfermos y están muy delgados pueden ser confundidos en la lejanía con un tilacino. Otro de los vídeos que podría parecer veraz fue realizado en 2008, aunque no fue publicado hasta años después por el grupo "Thylacine Awareness Group of Australia". En él, el animal que se ve no parece enfermo debido a la soltura con que se mueve. Nada ha sido confirmado o desmentido acerca de este vídeo. Posteriormente, no se tiene noticia de que las cámaras de los científicos situadas en zonas donde se ha reportado el avistamiento de tilacinos hayan registrado imágenes del animal actualmente. En cualquier caso, a la investigación sobre la constatación de tilacinos vivos se une una línea de inversión económica paralela por intentar su reconstrucción genética por medio de la clonación.

### Recompensas
En 1983, Ted Turner ofreció una recompensa de cien mil dólares a quien aportara pruebas de la existencia del lobo marsupial. Aun así, en una carta enviada en el año 2000 como respuesta a una petición de un buscador de lobos marsupiales de nombre Murray McAllister, indicó que la recompensa había sido retirada. En marzo de 2005, la revista de noticias australiana The Bulletin, que se publica semanalmente en Sídney, ofreció una recompensa de 1,25 millones de dólares por la captura segura de un lobo marsupial vivo, como parte de las celebraciones de su ciento veinticinco aniversario. Cuando la oferta expiró a finales de junio de 2005, nadie había presentado pruebas de la existencia del animal. El operador turístico de Tasmania Stewart Malcolm ha ofrecido una recompensa de 1,75 millones de dólares. Aun así, la captura es ilegal según la legislación vigente, dado que la especie está protegida; por tanto, cualquier recompensa por su captura no es válida pues no se expidiera una licencia de captura.

## Proyectos e investigación actuales

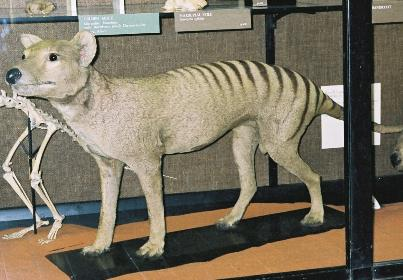
Ejemplar disecado en el Walter Rothschild Zoological Museum, Tring, Inglaterra.

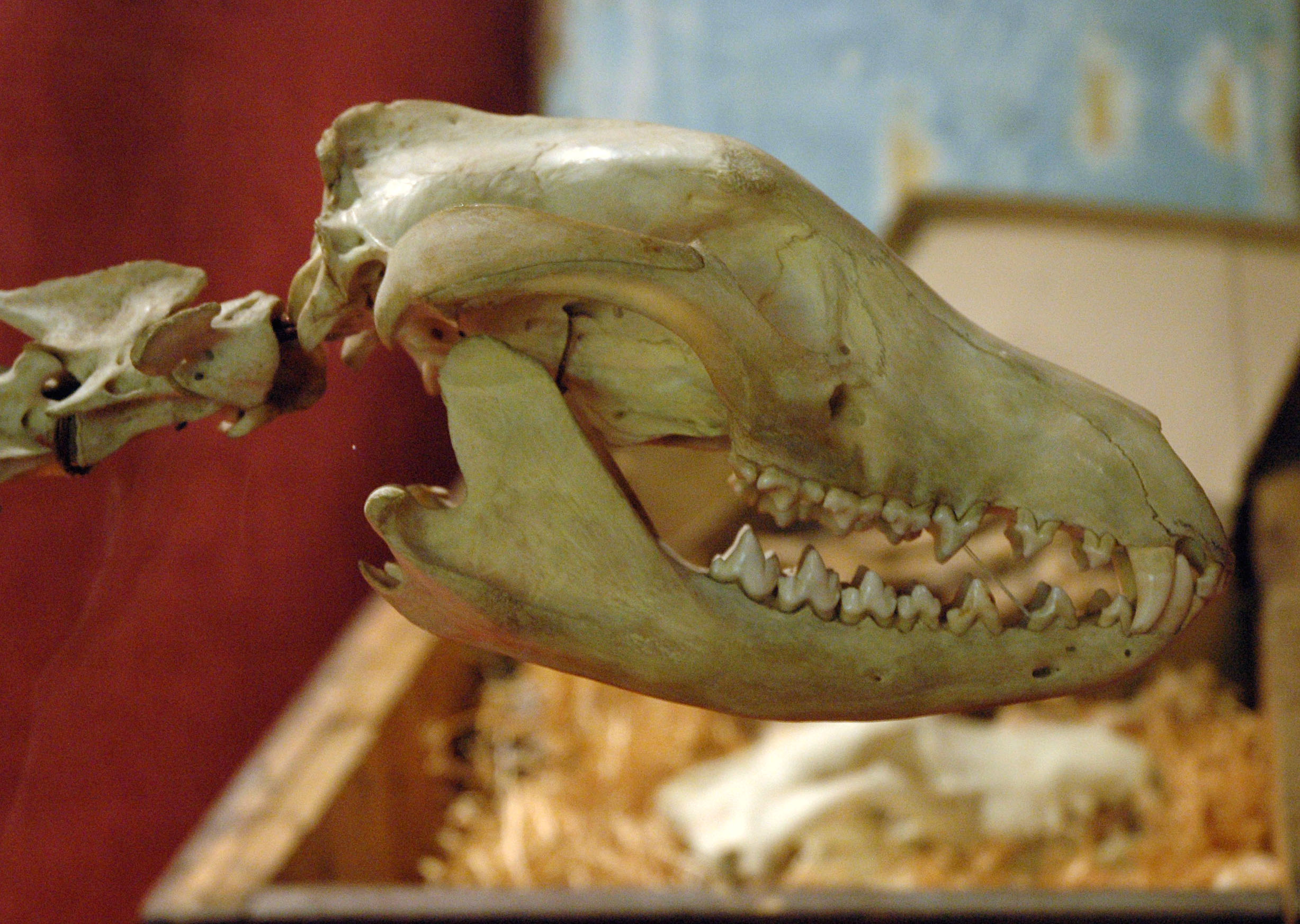
Detalle del cráneo de un esqueleto completo en el Tasmanian Museum and Art Gallery, Hobart (Tasmania).

En lo que se refiere a la investigación actual, existen dos líneas paralelas: la búsqueda de ejemplares vivos, por un lado, y por otro, el intento de su reconstrucción genética, proyecto éste no exento de polémica.

### Base de datos internacional
Los registros de todos los ejemplares, muchos de los cuales forman parte de colecciones europeas, se encuentran actualmente en la International Thylacine Specimen Database —la base de datos internacional de los ejemplares de lobo marsupial— (ITSD). La ITSD fue completada en abril de 2005 siendo el fruto de un proyecto de búsqueda de cuatro años destinado a catalogar y fotografiar digitalmente, en caso de ser posible, todos los ejemplares de lobo marsupial supervivientes conocidos, de todos los museos, universidades y colecciones privadas. Los registros maestros están situados físicamente en la Sociedad Zoológica de Londres.

### Registro de evidencias
Desde la muerte de Benjamín, se ha informado de unas cinco mil supuestas pistas, incluyendo pisadas, excrementos, avistamientos y fotografías borrosas, que en parte se demostró que eran de perros asilvestrados o dingos. Sin embargo, en 2017 se produjeron dos avistamientos que podrían corresponder con tilacinos en la península de Cape York (no en Tasmania, sino en el extremo noreste de Australia). En un comunicado la Universidad James Cook, se afirmaba que por la información suministrada los avistamientos podrían ser plausibles, por lo que se decidió iniciar una búsqueda sistemática en la zona con la instalación de cincuenta cámaras de activación automática. No es la primera vez que se lleva a cabo una acción de este tipo, aunque aún no se tienen noticias de resultados positivos.

### Proyecto de clonación
El Australian Museum de Sídney empezó un proyecto de clonación en 1999. El objetivo era utilizar material genético de ejemplares preservados de principios del siglo XX para clonar nuevos individuos y resucitar la especie. Algunos genetistas han acusado a este proyecto de ser una acción de cara a la galería, y su valedor principal, el profesor Michael Archer (Decano de Ciencias de la Universidad de Nueva Gales del Sur, antiguo director del Australian Museum y biólogo evolutivo), recibió una nominación en el año 2000 para el Australian Skeptics Bent Spoon Award, por "perpetrar uno de los ejemplos más absurdos de sandeces paranormales o pseudocientíficas".
A finales de 2002, los investigadores tuvieron cierto éxito cuando pudieron extraer ADN replicable de los ejemplares preservados. El 15 de febrero del 2005, el museo anunció que detenía el proyecto después de que análisis mostraran que el ADN recuperado de los ejemplares estaba demasiado degradado para utilizarlo. En mayo de 2005, el profesor Michael Archer, anunció que el proyecto quedaba reabierto por un grupo de universidades interesadas y una institución de búsqueda.

### Secuenciación del genoma
A finales de 2017, un equipo liderado por la Universidad de Melbourne secuenció el genoma del tilacino, convirtiendo su mapa genético en uno de los más completos de una especie considerada extinta. Este descubrimiento revela que se trataba de un animal genéticamente vulnerable. Según afirma Andrew Pask, profesor adjunto de la universidad, "saber que el tigre de Tasmania se enfrentaba a una diversidad genética limitada antes de su extinción significa que, si hubiese sobrevivido, habría tenido que luchar por su vida de manera similar al diablo de Tasmania", es decir, se habrían enfrentado a las mismas dificultades ecológicas que esa especie, contando con un sistema inmunológico débil.

## Referencias culturales

El escudo de Tasmania es sostenido por lobos marsupiales.